# Chiesa di San Maurizio (Osco)
La chiesa parrocchiale di San Maurizio è un edificio religioso che si trova ad Osco, frazione di Faido in Canton Ticino.

## Storia
La costruzione viene citata per la prima volta in documenti storici risalenti al 1171, anche se l'aspetto attuale dell'edificio si deve ad un ampio rimaneggiamento con parziale ricostruzione operato nel 1673.

## Descrizione
La chiesa si presenta con una pianta ad unica navata con copertura a capriate; nel fianco della navata si aprono alcune cappelle laterali, mentre nella parte terminale è presente un coro poligonale.